# Kryptolebias
Kryptolebias is een geslacht van straalvinnige vissen uit de familie van killivisjes (Rivulidae).

## Soorten
- Kryptolebias brasiliensis (Valenciennes, 1821)
- Kryptolebias campelloi (Costa, 1990)
- Kryptolebias caudomarginatus (Seegers, 1984)
- Kryptolebias gracilis Costa, 2007
- Kryptolebias hermaphroditus Costa, 2011
- Kryptolebias marmoratus Poey, 1880
- Kryptolebias ocellatus (Hensel, 1868)
- Kryptolebias sepia Vermeulen & Hrbek, 2005